# هوراس بوتسفورد
هوراس بوتسفورد (بالإنجليزية: Horace Botsford)‏ هو مدير فني أمريكي، ولد في 29 نوفمبر 1877 في يلو سبرينغز في الولايات المتحدة، وتوفي في 26 مارس 1948.